# Opisthograptis inornataria
Opisthograptis inornataria är en fjärilsart som beskrevs av John Henry Leech 1897. Opisthograptis inornataria ingår i släktet Opisthograptis och familjen mätare. Inga underarter finns listade i Catalogue of Life.